# (2026) Cottrell
(2026) Cottrell est un astéroïde de la ceinture principale, découvert à l'observatoire Goethe Link près de Brooklyn, dans l'Indiana Le 30 mars 1955. Sa désignation provisoire était 1955 FF.
Il tire son nom du chimiste et inventeur américain Frederick Cottrell.